# Gaisma (przystanek kolejowy)
Gaisma (ros. Гайсма) – przystanek kolejowy w miejscowości Ryga, na Łotwie. Położony jest na linii Ryga - Dyneburg.
Przystanek został otwarty w 1961 i początkowo nosił nazwę E parks. Obecną nazwę otrzymał w 1970.